# Idaea pusillaria
Idaea pusillaria là một loài bướm đêm trong họ Geometridae.